# Sons of All Pussys
Ken Kitamura, guitarrista de L'Arc~en~Ciel; Ein al que Ken conoció durante el rodaje de un videoclip con su grupo y Sakura, el anterior batería de éste, forman S.O.A.P.. Fue en 2002 cuando Ken y Sakura deciden volver a tocar juntos y llamaron a Ein para que fuera su bajista. Empezaron a componer nuevas canciones como hobby en sus casas y más tarde hacer algunas actuaciones por Japón, hasta que decidieron lanzar al mercado su primer trabajo. 

## Componentes
- Ken: Vocal y guitarrista (L'Arc~en~Ciel)
- Ein: Bajista
- Sakura: Batería (ex- L'Arc~en~Ciel, ZIGZO)

## Discografía

### Miniálbumes
- GRACE -6 de febrero de 2003-
  - 1. GRACE
  - 2. Every Second, I'm in ROMANCE
  - 3. A Song For You
  - 4. PRIVATE RELIGION
  - 5. S.O.A.P. YEAH! YEAH! YEAH!

- gimme A guitar -26 de abril de 2003-
  - 1. I love you, I need you, I fuck you
  - 2. gimme A guitar
  - 3. 罪の眺め (Tsumi no Nagame)
  - 4. Dunce
  - 5. GO!GO!S.O.A.P.

- high -26 de noviembre de 2003-
  - 1. high!
  - 2. I wanna fly with your airplane
  - 3. 2seconds to the top
  - 4. red sky
  - 5. S.O.A.P. 100%

### Sencillos
- Paradise -7 de julio de 2004-
  - 1. Paradise
  - 2. Moving On

### DVD
- BUBBLE FESTiVAL 2003 春 -26 de marzo de 2004-

(concierto en Akasaka Blitz el 15 de mayo de 2003)
- ICHIBAN-BLOW -7 de julio de 2004-

(colección de videoclips, incluido Paradise)
- S.S.J.B.F. in 武道館 -26 de marzo de 2005-

(concierto SUPER SUMMER JUMBO BUBBLE FESTIVAL en Nippon Budokan el 30 de agosto de 2004)